# Mantispa ambonensis
Mantispa ambonensis is een insect uit de familie van de Mantispidae, die tot de orde netvleugeligen (Neuroptera) behoort. 
Mantispa ambonensis is voor het eerst wetenschappelijk beschreven door Ohl in 2004.